# Церква Миколи Чудотворця (Лакедемоновка)
Церква Миколи Чудотворця  (рос. Церковь Николая Чудотворца) — чинна церква в селі Лакедемонівка. Таганрозьке благочиння Російської православної церкви.
Адреса: Росія, Ростовська обл., Неклиновский район, с. Лакедемонівка, вул. Жовтнева, 39.

## Історія
В кінці XVIII століття після заснування села Лакедемоновка виникла необхідність у духовній опіці його жителів. Господар маєтку, розташованого в селі, Дмитро Алфераки, селяни, довірений керуючий селом Федір Базилевський взялися звести в Лакедемоновке церква. Було обрано посвята в честь великомученика Димитрія Солунського. Димитрій Солунський був небесним покровителем Дмитра Алфераки. Майбутні парафіяни склали прохання на будівництво храму. 19 жовтня 1794 року було отримано благословення на будівництво від Катеринославського митрополита Гавриилы. 13 листопада 1794 року протоієрей Іван Андрєєв провів освячення місця під будівництво храму. На місці будівництва поклали заставний камінь і поставили хрест.
24 липня 1795 року Алфераки написав владиці Гавриїлу прохання на освячення побудованого храму. У листі він також просив направив до храму священика. З Катеринославської консисторії в Маріупольське духовне була отруєна резолюція митрополита: "Дозволити Таганрозького протоієрею Іоанну Андрєєву освятити новооблаштованої в Лакедемоновке Свято-Димитриевскую церква, і дозволить видати освячений антимінс."
Побудований цегляний храм довгий час був діючим. По довідки райфінвідділу від 10 лютого 1937 року, храм закрили. У цьому ж році храм за 50 тис. рублів був проданий таганрозьким райфінвідділу колгоспу імені Сталіна. Колгосп використовував будівля храму під склад для зберігання зерна.
У роки Великої Вітчизняної війни, період німецької окупації 1942 року храм у храмі відбувалися богослужіння.
З 1961 року за рішенням народного суду храм був знову. Православна громада села була ліквідована. До 90-х років храм пристосували під господарські потреби. У 1980-ті роки в будівлі був господарський склад.
У 1991 році після облаштування храму, його знову відкрили для прихожан, при цьому його переосвятили на честь святителя Миколая Чудотворця. До початку 2000-х років у храмі проводилися відновлювальні роботи, робилися настінні розписи. Нині це діючий храм з блакитними куполами та прибудованою дзвіницею, забарвлений в помаранчевий і рожевий кольори.